# 阿巴斯·汗·阿巴西
哈芝纳瓦卜埃米尔穆罕默德·阿巴斯·汗·阿巴西准将（1924年3月24日—1988年3月14日） ，是一名巴基斯坦政治家，他是第13任巴哈瓦尔布尔的埃米尔和纳瓦卜，并担任巴基斯坦旁遮普省省长和巴基斯坦宗教事务部部长等职位。他也是巴基斯坦陆军的准将和巴哈瓦尔普尔王室成员。
1966年5月24日他的父亲萨迪克·穆罕默德汗五世去世后，他成为新任巴哈瓦尔布尔的纳瓦卜和埃米尔。但仅仅只有象征意义。
作为巴哈瓦尔普尔王室的首领，他被时任巴基斯坦总统阿尤布·汗将军领导的巴基斯坦政府承认为巴哈瓦尔普尔州的埃米尔。

## 早年生活
他于1924年3月24日出生于英属印度的巴哈瓦尔布尔土邦，是该土邦末代统治者萨迪克·穆罕默德汗五世的儿子之一。他有几个兄弟姐妹。他在拉合尔的艾奇森学院接受教育。

## 政治生涯
阿巴斯加入巴基斯坦陆军服役，并获得准将军衔，后来先后担任旁遮普省的總督和联邦宗教事务部部长等职。